# Vaccinium barbatum
Vaccinium barbatum är en ljungväxtart som beskrevs av J. J. Smith. Vaccinium barbatum ingår i Blåbärssläktet, och familjen ljungväxter. Inga underarter finns listade i Catalogue of Life.